# Kamenac (kotao)
Kamenac ili  kotlovac je naslaga minerala koji se prvenstveno sastoji od kalcijevih i magnezijevih karbonata. Kamenac nastaje grijanjem vode koja sadrži topive bikarbonatne soli koje su toplinski nestabilne i razlažu se na karbonate. Na stvaranje kamenca utječe nekoliko čimbenika:
- velika privremena tvrdoća vode;
- povišena pH vrijednost (alkaličnost) vode;
- povišena temperatura.

Naslage kamenca prvenstveno se stvaraju na površinama za prijenos topline (izmjenjivači topline). Problem je najizraženiji u sustavima gdje se koristi tvrda voda i gdje se voda stalno nadopunjuje. Međutim, čak i zatvoreni sistemi grijanja nisu otporni na stvaranja naslaga kamenca. Kamenac se taloži iz vode početnog punjenja i vode koje se nadopunjuje zbog gubitka uzrokovanog isparavanjem ili curenjem na instalaciji.
Naslage kamenca mogu uzrokovati mnogobrojne probleme u sistemima grijanja i pripremi potrošne tople vode. Njihovo taloženje na izmjenjivačima topline doprinosi slabijem prijenosu topline i gubitku učinkovitosti. Naslage kamenca mogu smanjiti učinkovitost sistema grijanja od 2 do 6%, što u konačnici znači povećanje troškova za grijanje i veću emisiju ugljikovog dioksida CO2. Taloženje kamenca nije ravnomjerno što dovodi do stvaranja vrućih točki, uzburkanosti vode, i stvaranju buke u sistemu.  Naslage kamenca smanjuju protok vode i mogu uzrokovati oštećenje važnih dijelova kotla kao što je crpka. Zbog vlastite topline koju crpka stvara prilikom rada dolazi do taloženja kamenca unutar kućišta crpke što može smanjiti protok vode i smanjiti njen vijek trajanja.

## Vrste tvrdoće vode
Ustvari razlikujemo 3 vrste tvrdoće vode:
- stalna ili nekarbonatna tvrdoća vode (za vodu koja u sebi sadrži soli kalcija i magnezija u obliku sulfata ili nitrata);
- privremena ili karbonatna tvrdoća vode (za vodu koja u sebi sadrži soli kalcija i magnezija u obliku bikarbonata);
- ukupna tvrdoća vode (stalna + privremena).

Za stvaranje kamenca važna je privremena tvrdoća vode.

## Sprječavanje stvaranja kamenca
Postoji nekoliko načina za sprječavanje stvaranja naslaga kamenca: ionska izmjena, polifosfati, uređaji za sprječavanje stvaranja kamenca, inhibitori i drugi.

### Ionska izmjena
Ionska izmjena je postupak koji uključuje upotrebu ionskih izmjenjivača koji mogu vezati ione iz otopine, a otpuštati jednaku (ekvivalentnu) količinu vlastitih iona. Ionski izmjenjivači su uglavnom visokopolimerni spojevi (postoje i mineralni) koji imaju svojstvo da vežu ione iz otopine, a pri tome oslobađaju jednaku količinu istoimeno nabijenih iona. Ion ionske smole sadrži različite kopolimere čvrsto vezane u trodimenzionalanu strukturu na koju su pričvršćene ionske skupine. Ovisno o strukturi imamo kationske i anionske izmjenjivače. Upotrebljavaju se za prečišćavanje različitih otopina, lijekova, demineraliziranje vode i drugo.

### Polifosfati
Sustavi tople i hladne vode u domaćinstvu mogu se obraditi polifosfatima. Polifosfat je kemijska tvar koji se koristi kao dodatak u hrani, remeti rast (stvaranje) kristala kalcijevog karbonata tako da se ne mogu stvarati čvrste naslage. Sa zdravstvenog stajališta korištenje polifosfata je opravdano jer voda nije omekšana.

### Uređaji za sprječavanje stvaranja kamenca
Osim kemijskih sredstva za sprječavanje stvaranja naslaga kamenca koriste se razni uređaji koje možemo podijeliti u 3 osnovne skupine: magnetski, elektronski i cink anodni. Uređaji iz ovih 3 skupina imaju svojih prednosti i mana i nisu 100% pouzdani i učinkoviti. Njihova učinkovitost najčešće je povezana s kemijskim sastavom vode, kao što je koncentracija otopljenog željeza.

### Inhibitori
Korištenje inhibitora za sprječavanje korozije i taloženja kamenca na izmjenjivačima topline u zatvorenom kružnom sustavu može biti vrlo učinkovito. U inhibitorima se najčešće koriste polimeri jer nisu štetni u dodiru s drugim metalima i ekološki su prihvatljivi. Inhibitori djeluju tako da pomoću kelatnih agensa (kelatni agens je polidentantni ligand koji se vezuje na metal čineći kelatni kompleks) kao što je etilendiamintetraoctena kiselina (EDTA) i ionima kalcija tvore određene spojeve, te se na taj način neutraliziraju ioni kalcija, ili pomoću niske koncentracije polimera koji raspršuje kamenac. Kelatni agens (EDTA) može biti nagrizajući prema nekim metalima.